# Luan Ferreira
Luan Aparecido Ferreira Ribeiro (Uberaba, 2 de julio de 1997) más conocido como Luan Ferreira, es una celebridad de Internet, modelo, atleta y estudiante de derecho brasileño. Considerado una de las celebridades de Internet más influyentes de Brasil.

## Biografía y Carrera
Luan nació en Uberaba, Minas Gerais, Brasil, donde se crio e inició sus estudios, terminó sus estudios en el Escola Estadual Marechal Castelo Branco en 2014. Su carrera en internet comenzó en 2013, aún adolescentes cuando creó un canal en YouTube, con lo que se convirtió en un productor de vídeo en la época también trabajó como modelo e hizo campañas para marcas famosas brasileñas.

En paralelo a eso, él también fue jugador de voleibol y se convirtió en subcampeón nacional en los Jogos Olímpicos da Juventude de 2014, que tuvieron lugar en João Pessoa, Paraíba. Ya fue listado por el tabloide brasileño BreakTudo, como una de las celebridades de internet brasileñas más influyentes del Instagram.

## Filmografía
| Anõ  | Título                        | Personaje | Nota(s)     |
| ---- | ----------------------------- | --------- | ----------- |
| 2015 | Blog da Lisa                  | Él mismo  | Presentador |
| 2018 | Febre Teen                    | Él mismo  | Presentador |
| 2019 | YouTube                       | Él Mismo  | Presentador |
| 2019 | Encontro com Fátima Bernardes | Él Mismo  | Partícipe   |
| 2019 | Domingo Legal                 | Él Mismo  | Partícipe   |

Perfil: https://www.instagram.com/luanferreiraofficial  Biografía: Luan Aparecido Ferreira Ribeiro, mais conhecido como Luan Ferreira, é um influenciador digital, modelo e atleta. Jogador de voleibol e tornou-se vice-campeão nacional no, realizado em João Pessoa, Paraíba. Ele já foi listado pelos tablóides brasileiros, como uma das celebridades brasileiras mais influentes da Internet no Instagram. Ele participou do programa Rede Globo MGTV e em 2019 foi jurado do concurso Miss and Mister Brasil 2019. Em 2020, ele assinou um contrato com a agência internacional de modelos Fomomodels.
```
 Página do Facebook: 
https://www.facebook.com/luanferreiraofficial
  Links de relevância: 
https://extra.globo.com/tv-e-lazer/treta-show/influencer-luan-ferreira-conquista-seguidores-no-instagram-com-dicas-de-estilo-de-vida-24328001.html
```

https://odia.ig.com.br/esporte/2019/10/5815115-antes-do-direito--luan-ferreira-se-destacou-no-mundo-do-volei.html
https://meiahora.ig.com.br/celebridades-e-tv/que-isso-gordinho/2020/03/5884871-influenciador-luan-ferreira-diverte-internet-com-dancinha-para-agitar-quarentena.html
http://cartaodevisita.com.br/conteudo/29738/luan-ferreira-modelo-e-digital-influencer-vem-virando-um-grande-sucesso-na-internet
http://cartaodevisita.com.br/conteudo/29224/luan-ferreira-modelo-e-digital-influencer-e-a-grande-aposta-das-redes-sociais-atualmente
http://surgiu.com.br/2020/04/06/vice-campeao-brasileiro-pelo-minas-relembra-inicio-de-carreira-esportiva-no-volei/
https://tnonline.uol.com.br/revista-uau/luan-ferreira-e-um-dos-novos-nomes-que-vem-conquistando-o-brasil-com-seu-carisma-nas-redes-sociais-459274? utm_source=tnonline_category&utm_medium=intern   
https://gay1.lgbt/2020/05/em-quarentena-digital-influencie-luan-ferreira-da-dicas-de-moda-na-rede-social.html
http://surgiu.com.br/2020/04/20/sensacao-nas-redes-sociais-luan-ferreira-tambem-e-modelo-e-praticante-de-esporte/
https://thepride.com.br/dicas-de-beleza-luan-ferreira/
https://abnoticianews.com.br/noticia/21116/influencers-eldo-gomes-e-luan-ferreira-debatem-sobre-conteudo-na-quarentena
http://surgiu.com.br/2020/04/26/digital-influencer-luan-ferreira-de-uberaba-mg-da-dicas-de-moda-e-culinaria-em-sua-rede-social/
```
 
https://www.epopnaweb.com.br/newsdino/
? title=influencers-eldo-gomes-e-luan-ferreira-debatem-sobre-conteudo-na-quarentena&partnerid=1470&releaseid=234334  
```

https://www.cna7.com.br/noticia/824/influenciador-digital-conta-como-usa-suas-redes-em-periodo-de-coronavirus
```
  
http://sempapas.com/quem-e-luan-ferreira-influencer-que-cresce-dando-dicas-de-moda/
```

http://www.llaranjas.com.br/p/exibicao-de-noticias-dino.html? title=influencers-eldo-gomes-e-luan-ferreira-debatem-sobre-conteudo-na-quarentena&releaseId=234334&partnerid=144&&m=1  
http://linguadetesoura.com.br/modelo-luan-ferreira-da-dicas-de-beleza-e-moda-masculina/
https://www.mundodomarketing.com.br/noticias-corporativas/conteudo/234334/influencers-eldo-gomes-e-luan-ferreira-debatem-sobre-conteudo-na-quarentena
```
https://portaldonatan.com/influencer-luan-ferreira-de-mg-participara-do-reality-the-glam-brasil/
```

https://modelsbrasil.com/newsdino? title=influencers-eldo-gomes-e-luan-ferreira-debatem-sobre-conteudo-na-quarentena&partnerid=1377&releaseid=234334   
https://www.eldogomes.com.br/luanferreirainfluencer/
https://www.meioambienterio.com/influencers-eldo-gomes-e-luan-ferreira-debatem-sobre-conteudo-na-quarentena-234334/amp/
https://www.tudoinformation.com.br/noticias/influenciador-luan-ferreira-de-belo-horizonte-ira-participar-do-reality-show-the-glam-brasil-2020/11559/
```
https://portal.comunique-se.com.br/influencers-eldo-gomes-e-luan-ferreira-debatem-sobre-conteudo-na-quarentena-234334/
  

https://www.tudoinformation.com.br/noticias/luan-ferreira-revela-planos-de-se-tornar-dj-junto-com-sua-irma-luana-ferreira/11631/
 

http://tudodosfamosos.com.br/2020/04/25/digital-influencer-faz-sucesso-com-fotos-ousadas-e-boa-forma/
```

https://pordentrodeminas.com.br/newsdino/? title=influencers-eldo-gomes-e-luan-ferreira-debatem-sobre-conteudo-na-quarentena&partnerid=1345&releaseid=234334  
https://www.terra.com.br/noticias/dino/eldo-gomes-faz-encontro-digital-com-influencers-de-sao-paulo-no-youtube,9d8a45afdb0e302774493c226207288fu0fvyxtq.html
```
https://oro-media.com/archives/18418
```

https://www.famousbirthdays.com/people/luan-ferreira.html
https://rd1.com.br/digital-influencer-faz-sucesso-com-fotos-ousadas-e-boa-forma/
```
 
http://noticias.dino.com.br/influencers-eldo-gomes-e-luan-ferreira-debatem-sobre-conteudo-na-quarentena-234334/
```

https://www.ezanime.net/coronavirus-eldo-gomes-realiza-una-reunion-digital-con-influencers-de-sao-paulo-en-youtube/amp/
https://www.explica.co/eldo-gomes-makes-digital-meeting-with-influencers-from-sao-paulo-on-youtube/amp/
https://fofocasefamosos.com.br/digital-influencer-faz-sucesso-com-fotos-ousadas-e-boa-forma/
http://www.direitoenegocios.com/? s=Luan+Ferreira   
https://portaletc.com/luangat-conheca-a-historia-da-personalidade-e-digital-influencer-que-esta-por-todo-lado.html
https://gazetanacional.com.br/luangat-conheca-a-historia-da-personalidade-e-digital-influencer-que-esta-por-todo-lado/
https://ofuxicotv.com.br/luangat-conheca-a-historia-da-personalidade-e-digital-influencer-que-esta-por-todo-lado/
https://jornalnoticiasdobrasil.com.br/2020/03/04/luangat-conheca-a-historia-da-personalidade-e-digital-influencer-que-esta-por-todo-lado/
```
https://janeladafama.com.br/luangat-conheca-a-historia-da-personalidade-e-digital-influencer-que-esta-por-todo-lado/
```

http://famososonline.com.br/luangat-conheca-a-historia-da-personalidade-e-digital-influencer-que-esta-por-todo-lado/
https://www.newscaras.com.br/luangat-conheca-a-historia-da-personalidade-e-digital-influencer-que-esta-por-todo-lado/
http://www.portalmaismidia.com.br/luangat-conheca-a-historia-da-personalidade-e-digital-influencer-que-esta-por-todo-lado/
http://tvnacional.com.br/2020/03/04/luangat-conheca-a-historia-da-personalidade-e-digital-influencer-que-esta-por-todo-lado/
https://www.breaktudo.com/entrevista-luan-ferreira-responde-perguntas-de-interesse-dos-fas-ao-breaktudo/
https://babadodosartistas.com.br/luangat-conheca-a-historia-da-personalidade-e-digital-influencer-que-esta-por-todo-lado/
https://central-brasil.com/destaques/luangat-conheca-a-historia-da-personalidade-e-digital-influencer-que-esta-por-todo-lado/
https://diariodascelebridades.com.br/luangat-conheca-a-historia-da-personalidade-e-digital-influencer-que-esta-por-todo-lado/
https://www.breaktudo.com/steve-zeta-e-luan-ferreira-terminam-apos-suposta-traicao/
https://tonamidia.com.br/influenciador-luan-ferreira-sera-embaixador-do-baile-carioca-em-uberlandia/
https://www.breaktudo.com/luan-ferreira-sera-embaixador-do-baile-carioca-em-uberlandia-cantora-jojo-todynho-tambem-estara-no-evento/
```
https://www.fomomodels.com/models/luan
```